# Gianni Mineo

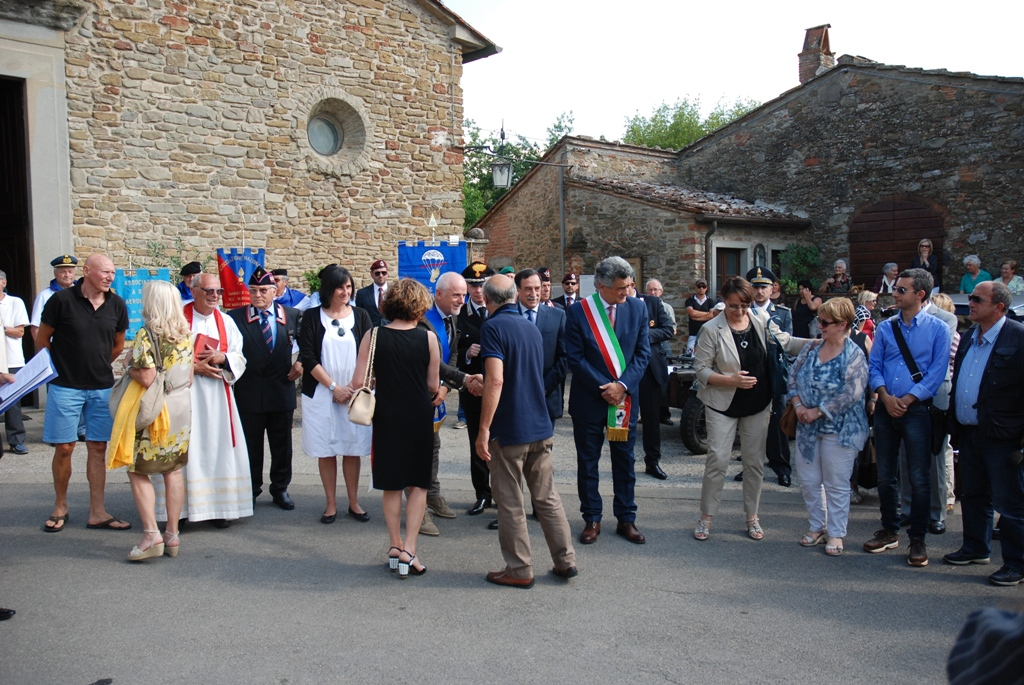
Chiassa Superiore (AR), 28 giugno 2014
Cerimonia di scoprimento di una lapide e di intitolazione del Parco Pubblico locale alla memoria di Gianni Mineo e Giuseppe Rosadi, in ricordo del loro impegno nel salvare oltre 200 persone dalla fucilazione, il 29 giugno 1944.
Tra le altre Autorità, vi si riconoscono il Sindaco di Arezzo (Giuseppe Fanfani), il Presidente della Provincia (Roberto Vasai), il Sottosegretario alla Difesa (On. Domenico Rossi) e la Sen. Donella Mattesini.

Giovan Battista (Gianni) Mineo (Santa Flavia, 27 marzo 1921 – Novara, 20 aprile 1987) è stato un partigiano italiano, comandante del Gruppo X, appartenente alla XXIII Brigata garibaldina "Pio Borri". Rischiando la propria vita riuscì a salvare quella di 209 civili, ostaggi dei nazisti nella chiesa della Chiassa Superiore di Arezzo.
Decorato dal Presidente della Repubblica Italiana con Medaglia di Bronzo al Valor Militare.

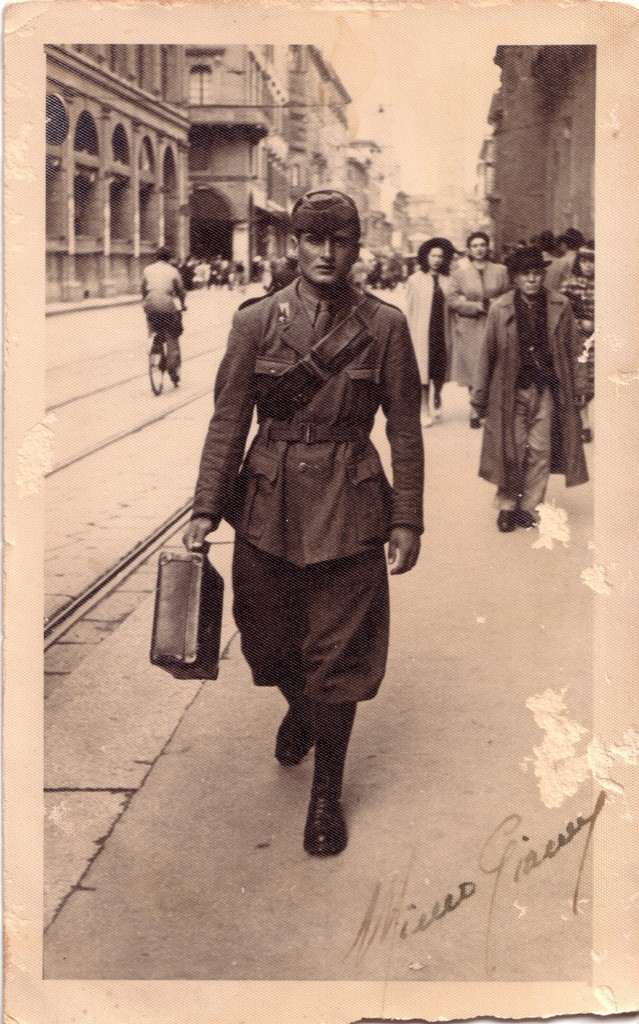
Gianni Mineo, nel 1941 a Bologna, mentre prestava servizio militare quale Carrista

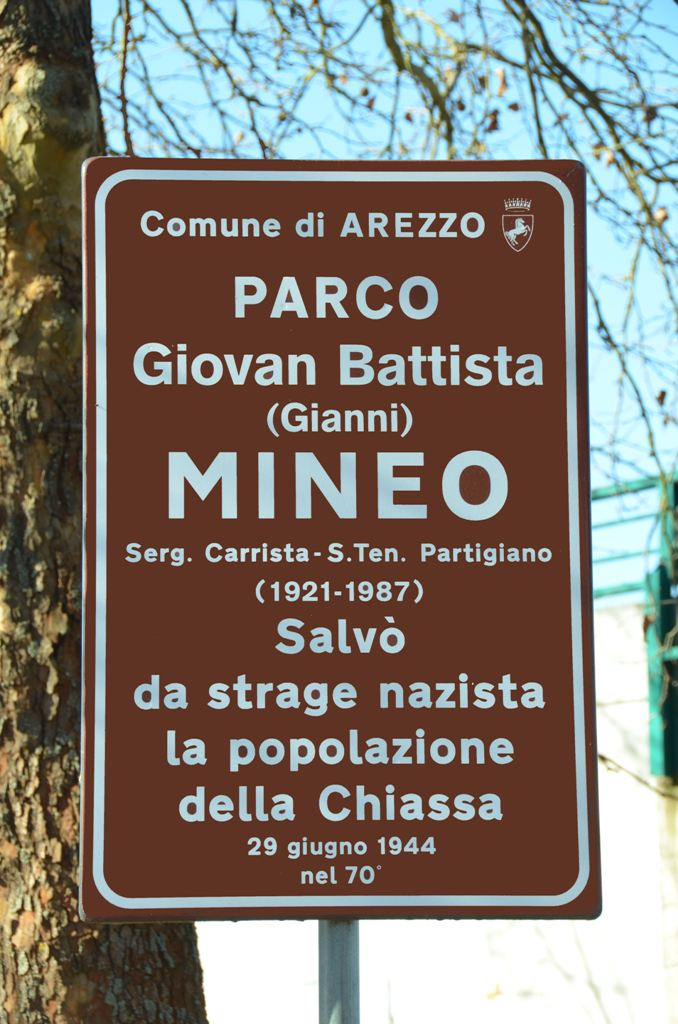
La targa del "Parco Gianni Mineo", alla Chiassa Superiore. Con un Atto d'Indirizzo del 6 novembre 2012, approvato all'unanimità dal Consiglio Comunale, il 28 giugno 2014 il Comune di Arezzo ha dedicato il Parco pubblico della Chiassa al partigiano bagherese che il 29 giugno 1944 salvò da strage nazista oltre 200 persone.
Come da legislazione vigente, a dieci anni dalla morte di Giuseppe Rosadi (1923 - 2008), verrà aggiunto anche il suo nome al Parco.

## Biografia

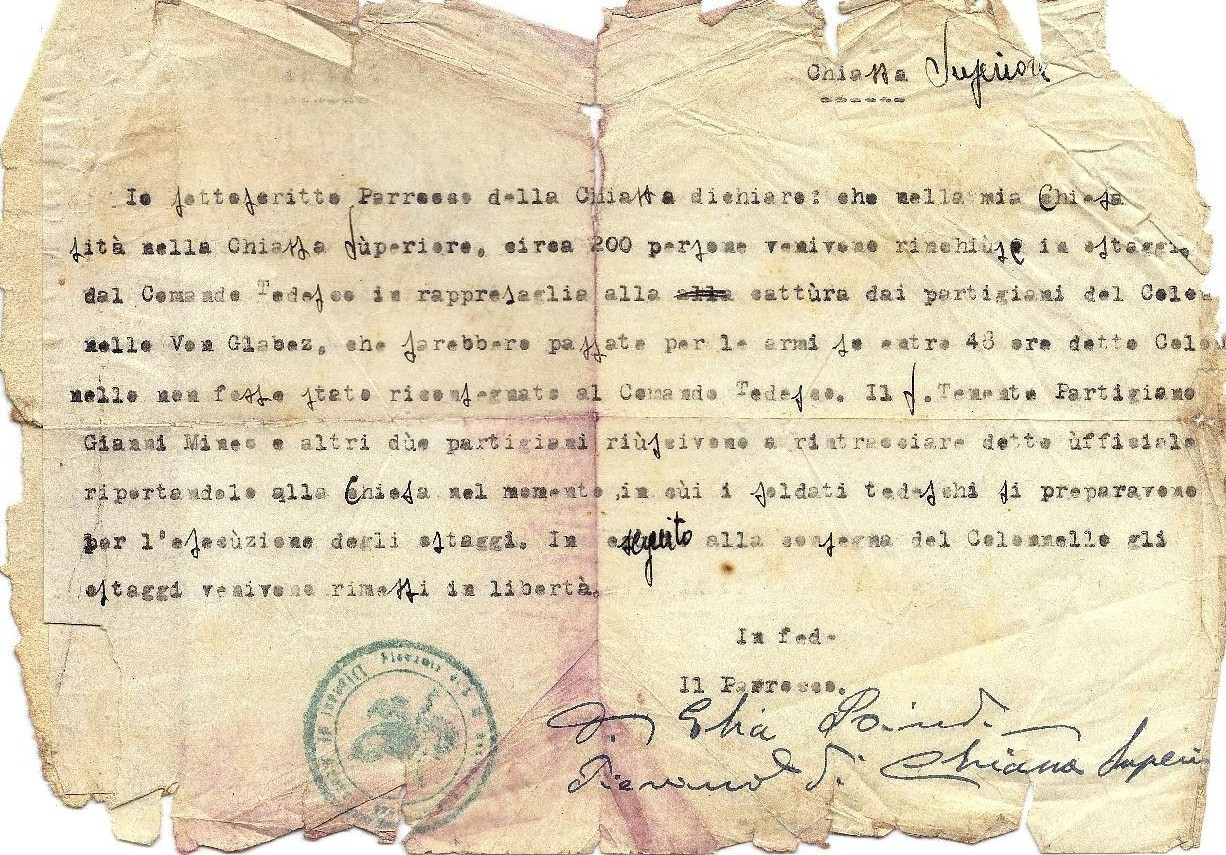
Don Elia Bindi, Parroco di Chiassa Superiore, dichiara che Gianni Mineo riportando il colonnello von Gablenz al suo Comando, salvò circa 200 persone dalla fucilazione.

Nato a Santa Flavia (PA), rimasto orfano a due anni si trasferì con la madre ed il fratello a Bagheria (PA). A sedici anni si arruolò nella Regia Marina, ma dopo pochi mesi fu allontanato dalla Scuola della Spezia. Nel 1940 si arruolò nel Regio Esercito e fu inquadrato nei Carristi, arrivando al grado di sergente.
L'8 settembre 1943 si trovava militare ad Arezzo e là abbandonò la caserma per rifugiarsi nei boschi vicini. Preso prigioniero da militi della Repubblica Sociale Italiana, per salvarsi dalla fucilazione fu costretto a far finta di accettare di collaborare con loro, ma subito dopo si arruolò nella XXIII Brigata garibaldina, comandata dal capitano Siro Rosseti. Con il grado di sottotenente partigiano, gli fu affidato il comando del Gruppo X, formato da una ventina di partigiani.
Gianni Mineo si ricoprì di gloria alla fine di giugno 1944, quando una banda partigiana autonoma, comandata da uno slavo - conosciuto come il "Russo" - rapì lungo la strada Arezzo - Anghiari un colonnello tedesco (il barone Maximilian von Gablenz) e il suo aiutante. I tedeschi risposero con un vasto rastrellamento che portò alla cattura di centinaia di persone, rinchiuse nella chiesa della Chiassa Superiore. Il Comando tedesco diffuse un ultimatum, con il quale si minacciava la fucilazione di tutti gli ostaggi e la distruzione di tutti i paesi tra Giovi ed Anghiari, se entro 48 ore non venivano restituiti i due militari tedeschi. Il Comando partigiano della XXIII Brigata avrebbe rilasciato volentieri i due soldati, ma non li aveva, mentre lo slavo che comandava la banda autonoma, che aveva il colonnello e il suo aiutante prigionieri, non li voleva rilasciare, ma fucilarli.
Mentre il tempo trascorreva veloce, tra la disperazione dei 209 ostaggi e dei loro familiari, il capitano Rosseti diede ordine a Gianni Mineo di recarsi al Comando tedesco, per chiedere una dilazione della scadenza dell'ultimatum. Mineo si recò al Comando germanico e riuscì a farsi concedere altre 24 ore. Poi si recò sulle montagne tra Arezzo ed Anghiari, riuscì a rintracciare il "Russo" e dopo una lunga e paziente trattativa lo convinse a consegnargli i due tedeschi prigionieri. Collaborarono alla buona riuscita di questa trattativa alcuni partigiani amici del "Russo" o suoi gregari: conosciamo i nomi di Beppone Livi, Giuseppe Rosadi, Altero Scimia e Bruno Zanchi.  Iniziò quindi la lunga marcia verso la Chiassa Superiore, con il colonnello von Gablenz che non ce la faceva a mantenere una buona andatura. Von Gablenz scrisse allora un biglietto, dove si ordinava la sospensione delle fucilazioni e lo consegnò a Gianni Mineo, il quale partì di corsa verso la Chiassa, lasciando i due tedeschi a due altri partigiani, Giuseppe Rosadi della Chiassa e, probabilmente, Bruno Zanchi di Anghiari.
Gianni Mineo arrivò alla Chiassa poco dopo le ore 14,00 del 29 giugno, quando l'ultimatum era già scaduto e i primi ostaggi erano già stati portati fuori dalla chiesa e stavano per essere fucilati. Mostrando il biglietto del colonnello, Mineo scongiurò le esecuzioni e quando poco dopo giunse von Gablenz, ordinò la liberazione di tutti i prigionieri.
Mentre le campane della Chiassa suonavano a festa, von Gablenz ringraziò Gianni Mineo e lo lasciò andare via con un lasciapassare.
Gianni Mineo successivamente salvò altre 20 persone alla Nussa di Capolona (AR) e molti animali dalle razzie dei nazisti. Fu infine catturato dai tedeschi, riconosciuto quale ufficiale partigiano e segregato nella caserma dei Carabinieri Reali di Castiglion Fibocchi (AR), in attesa di essere fucilato. Riuscì a fuggire rocambolescamente, saltando da un terrazzino che dava sulla Piazza della Chiesa e poi nascondendosi sopra l'organo dell'edificio sacro.
Dopo la guerra rimase per alcuni anni ad Arezzo, collaborando con le Autorità locali e con l'ANPI, nel rifornimento alimentare della popolazione civile, recandosi persino in Puglia e in Sicilia.
Il 28 giugno 2014 la Provincia e il Comune di Arezzo hanno promosso una cerimonia nel corso della quale è stata collocata una lapide sulla Piazza della Chiesa della Chiassa ed è stato intitolato il locale Parco Pubblico a "Giovan Battista (Gianni) Mineo" con la motivazione "Salvò da strage nazista la popolazione della Chiassa".
Con decreto n. 2059 del Presidente della Repubblica, Sergio Mattarella,   in data 16 luglio 2018, è stata concessa la Medaglia di Bronzo al Valor Militare a "Mineo Giovan Battista, nato il 27 marzo 1921 a Santa Flavia (PA)", con la seguente motivazione: 
«Sottufficiale dell'Esercito, colto dall'armistizio aderiva entusiasticamente alla lotta partigiana, assumendo il comando di una unità. A seguito di un'azione di rappresaglia perpetrata dal nemico, che minacciava di fucilare 209 ostaggi inermi, riusciva con intelligente e accorta mediazione a ottenerne la liberazione, traendoli in salvo. Successivamente catturato, si sottraeva abilmente alla fucilazione. Costante esempio di dedizione alla causa e puro eroismo.
Arezzo, settembre 1943 - aprile 1945».
Il 24 aprile 2019, presso la sede del Centro Alti Studi per la Difesa, a Roma, il Ministro della Difesa - Elisabetta Trenta - ha consegnato la Medaglia al Valor Militare alla figlia di Gianni, Caterina Mineo